# 行歌坐月 (苗族)
行歌坐月亦称行歌会月，是贵州省平塘县新塘一带苗族的民俗，每年农历五月开始，到七月十五结束。在这段时间里，每天夜幕降临后，同寨的小伙子们便相伴带上笛、箫、笙等乐器，到另一寨子边，吹歌娱乐。寨上的姑娘们听见音乐声，也成群出寨，先用歌询问，然后一起在月亮下戏耍、调情、对歌，直到月落时才各自归寨。经过多次集体对歌后，小伙子和姑娘才单独会面交谈。到七月十五日，“行歌坐月”便停止，其间选到意中人的，由男方前往女方家提亲，没有选定的，只好等到第二年的“行歌坐月”了。